# One Minute (Kelly Clarkson)
One Minute è un brano musicale della cantante statunitense Kelly Clarkson, pubblicato come singolo nel 2007.

## Il brano
SI tratta del terzo estratto dal terzo album dell'artista My December. Il brano è stato scritto dalla stessa Kelly Clarkson, Kara DioGuardi, Chantal Kreviazuk, Michael Raine Maida e prodotto da David Khane.

## Tracce
1. One Minute – 3:05
2. Never Again (live at AOL Sessions) – 3:40